# キングジョージ駅
キングジョージ駅（英: King George Station）は、カナダ・ブリティッシュコロンビア州サレーにあるスカイトレインエキスポラインの駅である。
駅周辺では数多くの複合開発が行われており、特に近年行われているKing George Hubの開発によって、パークアンドライドの施設としての役割を担っていた、駅に隣接する駐車場が取り壊されることになった。

## 沿革
キングジョージ駅はエキスポラインの延伸に伴い、1994年3月28日に開業した。駅名は近くを通るキングジョージ・ブールバードにちなんで名づけられており、この通りの名称は1939年にサレーを訪問したジョージ6世が由来である。
現在はエキスポラインの終点であるものの、南東方向16 km先にあるラングリー・センターまでフレーザー・ハイウェイに沿って延伸するという計画がある。2019年には、この延伸計画の一部である、キングジョージ駅からフリートウッドにある166番通りまでの7 kmの区間の延伸工事が議会で承認された。この工事は2022年に開始し、2025年に開業する可能性があると推測されている。

## 駅構造
相対式ホーム2面2線を有する高架駅である。
| ホーム | 路線            | 行先                     |
| ------ | --------------- | ------------------------ |
| 1      | ■エキスポライン | ウォーターフロント駅方面 |
| 2      | ■エキスポライン | 降車専用                 |

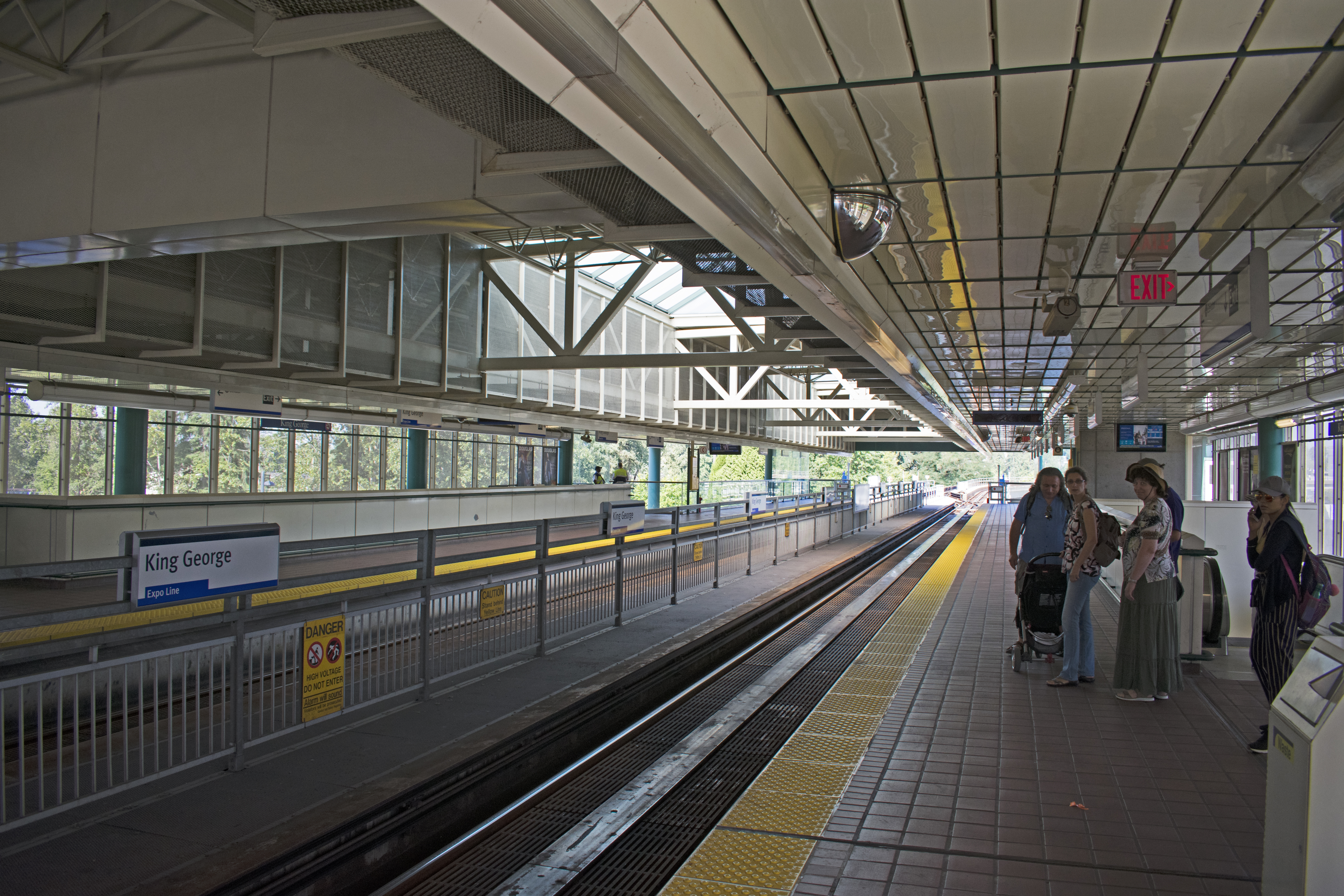
駅のプラットホーム

入り口として東口と西口があり、それぞれ、ウォーリー・ブールバード（Whalley Boulevard）とキングジョージ・ブールバードに接続している。

## 駅周辺

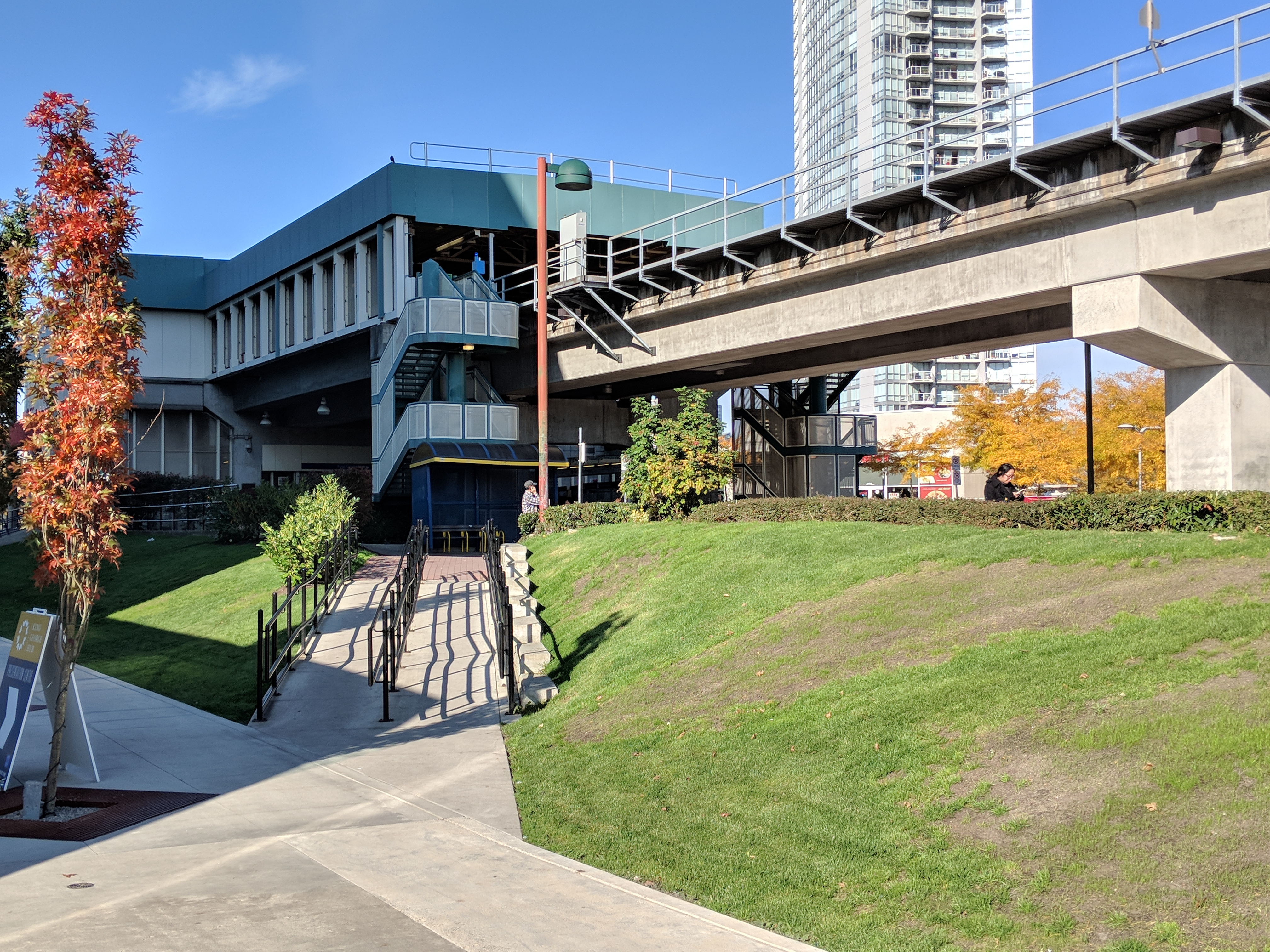
キングジョージ駅外部

### 施設
- サレーメモリアル病院
- ホーランド公園

### バス路線
キングジョージ駅はバス路線の発着所としての機能も強く、以下のようにデルタやサレー、ホワイトロック、ラングリー方面に向かう多くのバスがここを始点としている。
| 乗り場 | 路線系統と行き先 |
| ------ | --- |
| 1      | R1 キングジョージ・ブールバード – ニュートン・エクスチェンジ行き (ラピッドバス) 314 系統 - サンベリー行き 321 系統 - ホワイトロック・センター行き 326 系統 - ギルフォード行き 329 系統 - スコッツデール行き       |
| 2      | 345 系統 - ホワイトロック・センター行き(平日のみ) 394 系統 - ホワイトロック・センター行き(平日朝のラッシュ時のみ)                                                                                                 |
| 3      | 345 系統 - ホワイトロック・センター行き(平日のみ) 394 系統 - ホワイトロック・センター行き(平日朝のラッシュ時のみ) 395 系統 - ラングリー・センター行き(平日朝のラッシュ時のみ) 502 系統 - ラングリー・センター行き |
| 4      | R1 キングジョージ・ブールバード – ニュートン・エクスチェンジ行き (ラピッドバス) 314系統、321系統、326系統、329系統、502系統、503系統 - サレーセントラル駅行き:                                                    |
| 5      | 503 系統 - アルダーグローブ行き、ラングリー・センター行き（フレーザー・ハイウェイ・エクスプレス） |

## 隣の駅
■ エキスポライン
サレーセントラル駅 - キングジョージ駅